# 牡丹亭驚夢
《牡丹亭驚夢》是香港著名粵劇劇作家唐滌生的粵劇劇本，改編自明朝戲曲大作家湯顯祖所著的傳統崑劇《牡丹亭》（又名「還魂記」）。此劇是仙鳳鳴劇團的第二屆劇目，於1956年11月19日在利舞台首演，由任劍輝 、白雪仙等主演。此劇與《穿金寶扇》同為仙鳳鳴劇團的第二屆個劇目。

## 劇情
宋朝太守杜寶之女杜麗娘在牡丹亭內睡著，夢見一名書生手持柳枝冉冉而來，二人一見鍾情，遂相好於湖山石畔。當麗娘醒來後，卻為因思念書生抑鬱而死。
麗娘死後三年，在梅花庵觀出現一名書生柳夢梅，原來正是麗娘之夢中人。是夜杜麗娘往柳生所住處再會情郎，二人之交談聲驚動了書齋老儒生陳最良及石道姑。柳氏在二人口中得知剛遇見之杜麗娘已死三年後來，驚魂甫定後得知杜麗娘竟有機會重生，柳生不顧一切破棺使麗娘復活。二人並私婚於杭州。及後柳夢梅得中狀元，才回家叩見麗娘家人。怎料卻不為杜寶相認，因其認為麗娘在蓋棺之時既是處子之身，復活後不能是破甑之婦，最後，在帝王調停之下，一家人才能團聚。

## 場目
《牡丹亭驚夢》共八場如下：
- 第一場：〈遊園驚夢〉
- 第二場：〈寫真〉
- 第三場：〈魂遊、拾畫〉
- 第四場：〈幽媾〉
- 第五場：〈回生〉
- 第六場：〈探親會母〉
- 第七場：〈拷元〉
- 第八場：〈圓駕〉

## 演員
| 演員   | 角色   | 簡介                             |
| 任劍輝 | 柳夢梅 | 與杜麗娘夢中相愛                 |
| 白雪仙 | 杜麗娘 | 杜寶之女，因思念夢中書生抑鬱而死 |
| 梁醒波 | 陳最良 | 書齋老儒生                       |
| 靚次伯 | 杜寶   | 杜麗娘之父                       |
| 任冰兒 | 春香   |                                  |
| 蘇少棠 | 梅春霖 |                                  |
| 英麗梨 | 韶陽女 |                                  |
| 白龍珠 | 杜夫人 | 杜麗娘之母                       |
| 朱少坡 | 杜安   |                                  |
| 歐偉泉 | 宋帝   |                                  |
| 麥秋儂 | 夏香   |                                  |
| 陳鐵善 | 道姑   |                                  |

## 錄音
牡丹亭驚夢是1956年11月19日晚，在利舞台首演。香港電台曾在20日晚，在現塲轉播全劇。
1958年，娛樂唱片公司錄製長篇粵曲，由鍾雲山、陳鳳仙、白龍珠、梅欣、盧筱萍、李寳倫、馮玉玲、簡耀佳等演唱
仙鳳鳴粵劇團並未發行完整的牡丹亭驚夢錄像或錄音，最完整之紀錄為香港電台存有之「遊園驚夢」及「幽媾」（後者為1962年颱風賑災所錄）。

## 舞台劇版本
- 《牡丹亭驚夢》：於2017/8年，由飾演柳夢梅的龍劍笙帶領梨園新一代「六柱」演出，其中兩人輪流扮演杜麗娘及春香。

## 名句
- 「十二載守樓東，長在花蔭課女紅。簾阻秋波，未睹兒郎面，寂寞倚熏攏，帕惹雀屏夢，冰心長有紫羅纏。豔質有幾分，不令與逝水年華，也付與斷篇零卷。」（遊園驚夢）
- 「我寄寓寄寓在柳陰下，悲風霜乞片瓦」
- 「非關有意有意苦追查。夜半芳齋欠奉茶，莫借西廂送藥茶，我借盞秋燈你小心歸去吧！」
- 「老儒生懷中藏古玉，批夜卷掌上有朱砂」
- 「芳苑更無紅粉在，莫非天女無端夜散花」（幽媾）

香港電台1962年版「幽媾」，梁醒波飾之陳最良因聽到男女交談之聲而撞入任劍輝飾之柳夢梅房中，後者之手揚來揚去，示意白雪仙飾之杜麗娘躲避：
梁醒波：「你隻手做乜野？」

任劍輝：「冇，我隻手有點雞爪風之嘛！」

梁醒波：「雞爪風？我話你係麻雀風就真！」
（註：任劍輝甚好「麻雀」（實指「麻將」），往往開戲前才對之依依不捨）

## 牡丹亭驚夢之特殊票價

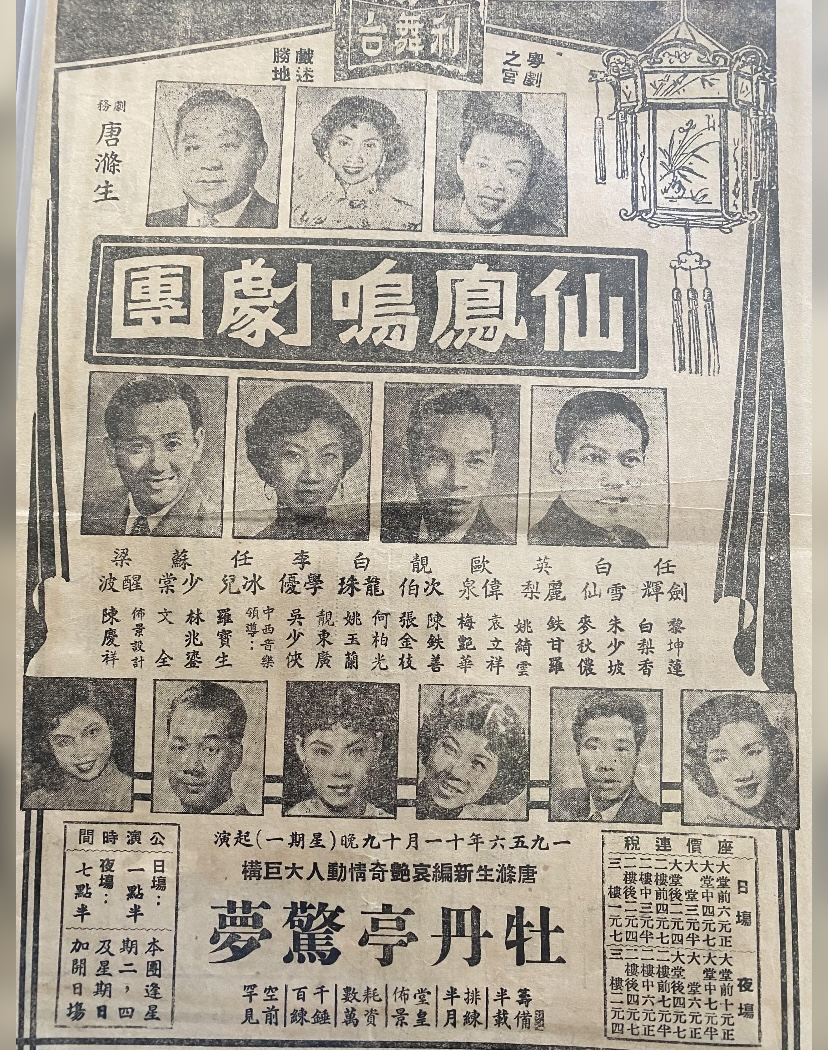
仙鳳鳴劇團戲橋

仙鳳鳴粵劇團年代牡丹亭驚夢之票價往往高於其他劇目。原因為此劇初上演時觀眾不大欣賞，但在仙鳳鳴粵劇團成名後卻大受歡迎。白雪仙為當日入場率欠佳而忿忿不平，故特別調高牡丹亭驚夢之票價。
1956年11月19日當晚票價為一元七毫至十元，以當年物價計算是非常昂貴。